# Марсела Родесно
Марсела Родесно (ісп. Marcela Rodezno; нар. 8 січня 1985) — колишня сальвадорська тенісистка.
Найвищу одиночну позицію світового рейтингу — 920 місце досягла 3 Nov 2003, парну — 680 місце — 3 Nov 2003 року.

## Фінали ITF

### Парний розряд: 1 (0–1)
| Результат | Ранг | Дата          | Турнір                   | Покриття | Партнерка | Суперниці                      | Рахунок       |
| --------- | ---- | ------------- | ------------------------ | -------- | --------- | ------------------------------ | ------------- |
| Поразка   | 1.   | 6 жовтня 2003 | Сан-Сальвадор, Сальвадор | Ґрунт    | Ліс Крус  | Соледад Есперон Флавія Міґнола | 4–6, 6–2, 2–6 |